# Randorn
«Randorn» — второй студийный альбом украинского исполнителя Ивана Дорна. Диск был выпущен 11 ноября 2014 года.

## Об альбоме
Альбом записывался 669 дней. За записью можно было наблюдать по видеоклипам, опубликованным на YouTube-канале Дорна. Тексты написаны самим Иваном Дорном. Авторы музыки большинства песен — его друзья Роман BestSeller, Пахатам и ди-джей Лимонадный Джо.
В число тем песен входят спорт («Номер 23», «Спортивная»), влюблённость («Весна», «Гребля»), шоу-бизнес («Актриса» и «Ты всегда в плюсе»). Трек «Безмато» представляет хип-хоп на альбоме и записан с участием рэпера Лиона. «Танец пингвина» — кавер на одноимённую композицию группы «Скрябин».
В число артистов, под влиянием которых был написан альбом, входят André 3000 из OutKast, упомянутый в треклисте, а также «присутствующие» в трейлере альбома Jamiroquai, Фаррелл Уильямс, Фредди Меркьюри и Ленни Кравиц.

## Список композиций
| №   | Название                         | Длительность |
| --- | -------------------------------- | ------------ |
| 1.  | «Спортивная»                     | 3:30         |
| 2.  | «3000»                           | 3:16         |
| 3.  | «Мишка виновен»                  | 4:24         |
| 4.  | «Где вино»                       | 1:37         |
| 5.  | «Безмато»                        | 3:42         |
| 6.  | «Телепорт»                       | 4:04         |
| 7.  | «Актриса»                        | 4:30         |
| 8.  | «Номер 23»                       | 4:29         |
| 9.  | «Весна» (при участии «Pianoбой») | 3:26         |
| 10. | «Ты всегда в плюсе»              | 5:38         |
| 11. | «Гребля»                         | 3:18         |
| 12. | «Стая»                           | 1:53         |
| 13. | «Танец пингвина»                 | 3:52         |
| 14. | «Невоспитанный»                  | 4:49         |
| 15. | «Случайная»                      | 4:45         |
| 16. | «Река меняет русло»              | 3:42         |

## Дополнительные факты
- Композиция «Река меняет русло» первоначально называлась «Целовать другого» и имела другую аранжировку[10].